# Stångby
Stångby – miejscowość (tätort) w Szwecji, w regionie administracyjnym (län) Skania, w gminie Lund.
Według danych Szwedzkiego Urzędu Statystycznego liczba ludności wyniosła: 1943 (31 grudnia 2015), 2032 (31 grudnia 2018) i 2007 (31 grudnia 2019).